# محمد امیر
محمد امیر سیاستمدار ایرانی و نماینده مردم اهواز، باوی، حمیدیه و کارون در دوره دوازدهم مجلس شورای اسلامی است. وی توانست در دوره دهم انتخابات مجلس ۴۳ هزار رای کسب کند. او در دوره دوازدهم با کسب ۷۸ هزار رای راهی بهارستان شد.

## سوابق
مدرس دانشگاه
معلم مدارس پایه های متوسطه
مدیر آموزش و پرورش ناحیه ۴